# Рогач (Болгария)
Рогач (болг. Рогач) — село в Болгарии. Находится в Кырджалийской области, входит в общину Крумовград. Население составляет 359 человек.

## Политическая ситуация
В местном кметстве Рогач, в состав которого входит Рогач, должность кмета (старосты) исполняет Сабахтин  Осман Ибрахим (Движение за права и свободы (ДПС)) по результатам выборов правления кметства.
Кмет (мэр) общины Крумовград — Себихан Керим Мехмед (Движение за права и свободы (ДПС)) по результатам выборов в правление общины.